# Таджицький інститут інноваційної технології і комунікації
Таджицький інститут інноваційної технології і комунікації (раніше Міжнародний гуманітарний університет) — недержавний інститут, вищий навчальний заклад у галузі інформаційних технологій і комунікацій, розташований у столиці Таджикистану місті Душанбе. 

## Загальні дані
Таджицький інститут інноваційної технології і комунікації розташований за адресою:
вул. Маяковського, 2, м. Душанбе—734024 (Республіка Таджикистан).
У інституті на початок 2008/2009 років навчалось 1 750 студентів, професорсько-викладацький колектив становив 80 осіб.
Ректор вишу — д. ф.-м. н., професор Хайол Юлдашевич Бобоєв.

## З історії інституту
Вищий навчальний заклад створений у 2003 році як Міжнародний університет Таджикистану. 
Від 2006 року — Міжнародний гуманітарний університет Таджикистану. 
Згідно рішення колегії Міністерства освіти Республіки Таджикистан від 3 серпня 2006 року  №24/4 перетворений на Таджицький інститут інноваційної технології і комунікації, зареєстрований згідно з рішенням Міністерства юстиції Республіки Таджикистан №001-40.95 від 10 серпня 2007 року.

## Структура вишу
До структури Таджицького інституту інноваційної технології і комунікації входять 7 факультетів:
- факультет інформатики;
- факультет світової економіки;
- факультет менеджменту;
- факультет інформаційних систем і технологій;
- факультет міжнародних відносин;
- факультет лінгвістичного забезпечення міжкультурних комунікацій;
- факультет міжнародного права.

## Виноски
1. ↑  Адміністрація[недоступне посилання] (рос.) на Офіційна вебсторінка інституту [Архівовано 2010-03-30 у Wayback Machine.]
2. ↑  Контактна інформація[недоступне посилання] (рос.) на Офіційна вебсторінка інституту [Архівовано 2010-03-30 у Wayback Machine.]